# Oleg de Briansk
Sfântul cuviosul kneaz Oleg de Briansk a trăit și activat în a doua jumătate a secolului XIII, fiind canonizat după moartea sa (1289) de Biserica Ortodoxă Rusă. În anul 1286 s-a dezis de tronul knezatului Brianskului (a urcat pe tron în anul 1285 după moartea tatălui său, kneazul Roman din dinastia Riurikovici) în favoarea fratelui său și s-a călugarit. A înălțat mănăstirea Sf. Petru și Pavel din Briansk, al cărei stareț a fost și unde este și înmormântat. S-a distins prin pioșenia și severitatea cu care a urmat îndemnurile creștine. Este sărbătorit de Biserica Ortodoxă Rusă la 3 octombrie. 